# Markotabödöge, Győr-Moson-Sopron
Markotabödöge  este un sat în districtul Csorna, județul Győr-Moson-Sopron, Ungaria, având o populație de 476 de locuitori (2011). 

## Demografie
Componența etnică a satului Markotabödöge
     Maghiari (99,04%)
     Germani (0,96%)
Componența confesională a satului Markotabödöge
     Romano-catolici (72,69%)
     Luterani (2,94%)
     Reformați (2,31%)
     Fără religie (2,31%)
     Necunoscută (18,91%)
     Atei (0,84%)
Conform recensământului din 2011, satul Markotabödöge avea 476 de locuitori. Din punct de vedere etnic, majoritatea locuitorilor (99,04%) erau maghiari.  Din punct de vedere confesional, majoritatea locuitorilor (72,69%) erau romano-catolici, existând și minorități de luterani (2,94%), reformați (2,31%) și persoane fără religie (2,31%). Pentru 18,91% din locuitori nu este cunoscută apartenența confesională.